# Cladosporium punctulatum
Cladosporium punctulatum är en svampart som beskrevs av Sacc. & Ellis 1882. Cladosporium punctulatum ingår i släktet Cladosporium och familjen Davidiellaceae.   Inga underarter finns listade i Catalogue of Life.